# Paquiderms

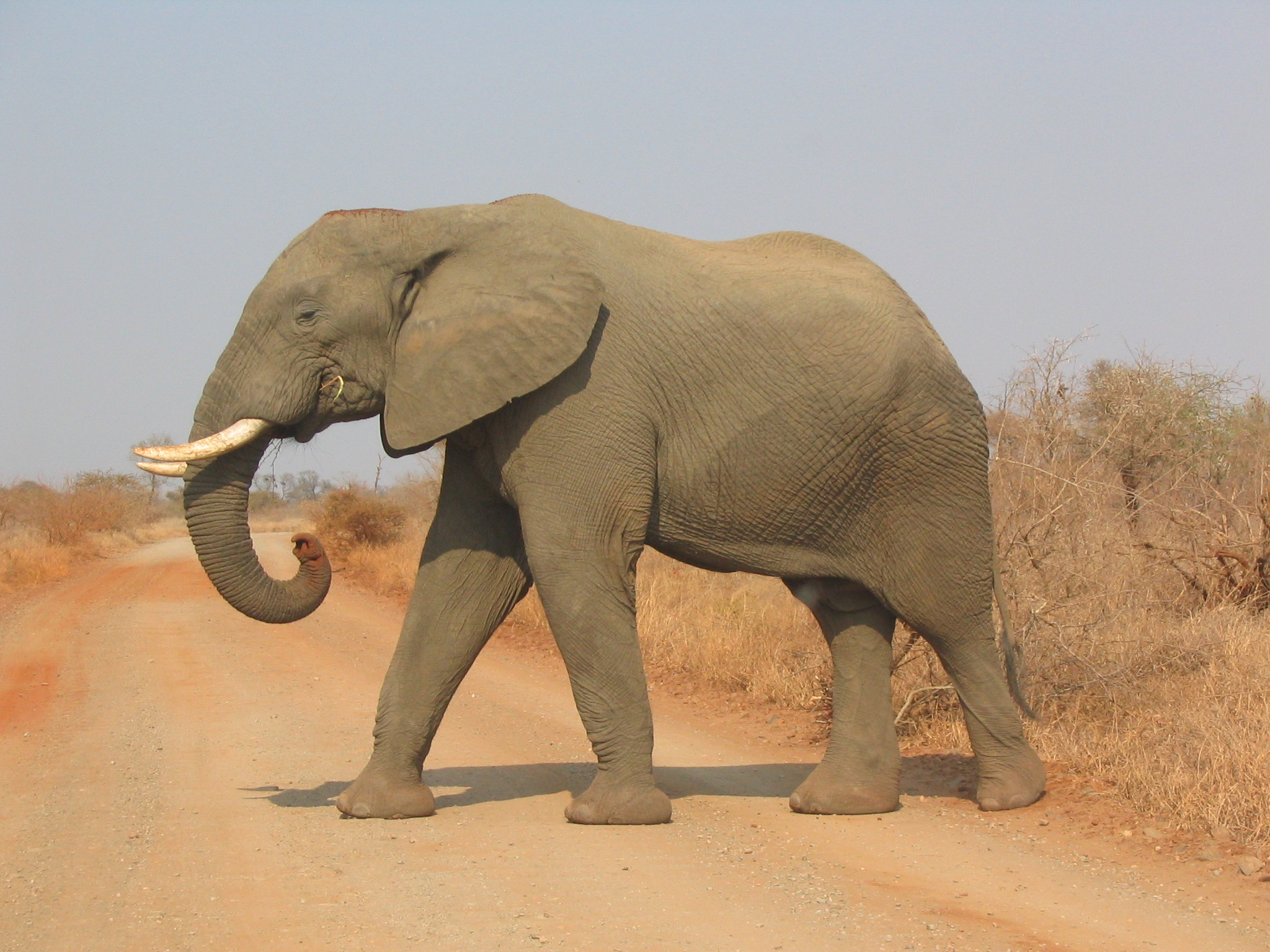
L'elefant africà de sabana és un exemple de paquiderm

Els paquiderms (Pachydermata, del grec antic παχύς pachys, 'gruixut', i δερμα derma, 'pell') són un ordre obsolet de mamífers descrit per Gottlieb Storr, Georges Cuvier i altres, que antany fou reconegut per molts sistemàtics. Com que és polifilètic, l'ordre ja no s'usa en l'actualitat, però és important en la història de la sistemàtica.
Els Pachydermata de Cuvier incloïen tres famílies de mamífers que anomenava Proboscidiana, Pachydermata Ordinaria i Solipedes, tots ells herbívors. Actualment estan dividits en els proboscidis, representats entre les espècies vivents per tan sols tres espècies d'elefants; els perissodàctils, que inclouen cavalls, tapirs i rinoceronts; els suïns, que inclouen porcs i pècaris; i els damans.
El mateix Cuvier definí els paquiderms com «animals amb peülles no remugants», mentre que Storr els havia descrit com «mamífers amb peülles de més de dos dits». Cuvier afegí els cavalls a l'ordre.
Encara que l'ordre obsolet Pachydermata sovint es descriu com una agrupació artificial de mamífers sense relació entre ells, fou reconegut per notables zoòlegs, com Charles Darwin, com un grau d'animals amb peülles amb l'excepció d'altres ungulats, i els caràcters anatòmics confirmen les afinitats dels mamífers paquiderms entre ells i també amb altres ungulats.
Fora de la classificació biològica estricta, el terme paquiderm se sol fer servir per descriure els elefants, els rinoceronts i els hipopòtams.